# Heartbreaker (G-Dragon-album)
A Heartbreaker a dél-koreai Big Bang együttes vezérének, G-Dragonnak az első szólóalbuma, mely 2009. augusztus 18-án jelent meg, az előadó 21. születésnapján. Az album rendkívül sikeres volt, megjelenését követően számos toplistát vezetett. A Heartbreaker-ből 200 000 darab fogyott, és elnyerte az év albuma díjat a 2009-es Mnet Asian Music Awards-on.

## Számlista
| 1.    | A Boy (소년이여, Szonjonijo)                      | G-Dragon            | G-Dragon, Choice37        |         | 3:28 |
| 2.    | Heartbreaker                                      | G-Dragon            | G-Dragon, Jimmy Thornfelt | Részlet | 3:22 |
| 3.    | Breathe                                           | G-Dragon            | G-Dragon, Jimmy Thornfelt |         | 3:25 |
| 4.    | Butterfly (feat. Jin Jung)                        | G-Dragon            | Choice37, G-Dragon        |         | 3:42 |
| 5.    | Hello (feat. Sandara)                             | G-Dragon            | Kush, G-Dragon            |         | 3:17 |
| 6.    | Gossip Man (feat. Kim Gonmo)                      | G-Dragon            | G-Dragon, Teddy           |         | 3:31 |
| 7.    | Korean Dream (feat. Taeyang)                      | G-Dragon            | G-Dragon, Jimmy Thornfelt |         | 3:16 |
| 8.    | The Leaders (feat. Teddy és CL)                   | G-Dragon, Teddy, CL | Teddy                     |         | 3:48 |
| 9.    | She's Gone (feat. Kush)                           | G-Dragon            | Kush, G-Dragon            | Részlet | 3:44 |
| 10.   | 1 Year Station (1년 정거장, Ilnjon csonggodzsang) | G-Dragon            | Kush, G-Dragon            |         | 4:04 |
| 35:52 |                                                   |                     |                           |         |      |

## Ellentmondások
2009 novemberében a koreai cenzúra kiskorúak számára nem megfelelőnek nyilvánította az albumot, erőszak és szexualitás sugallása miatt, ezért ettől az időponttól kezdve Dél-Koreában csak 19 éven felüliek vásárolhatták meg a lemezt.  A lemez megjelenése után nem sokkal G-Dragont plágiummal vádolta meg a Sony Music, szerintük a Heartbreaker című dal túlságosan hasonlít Flo Rida Right Round című dalához, a Butterfly pedig az Oasis She's Electric című számához. Ugyanakkor a Right Round kiadója, az EMI úgy nyilatkozott, nem látnak egyezést a két dal között. A vádakat tisztázták, amikor Flo Rida Koreába utazva közösen adott koncertet az énekessel.